# Kevin Silvergieter

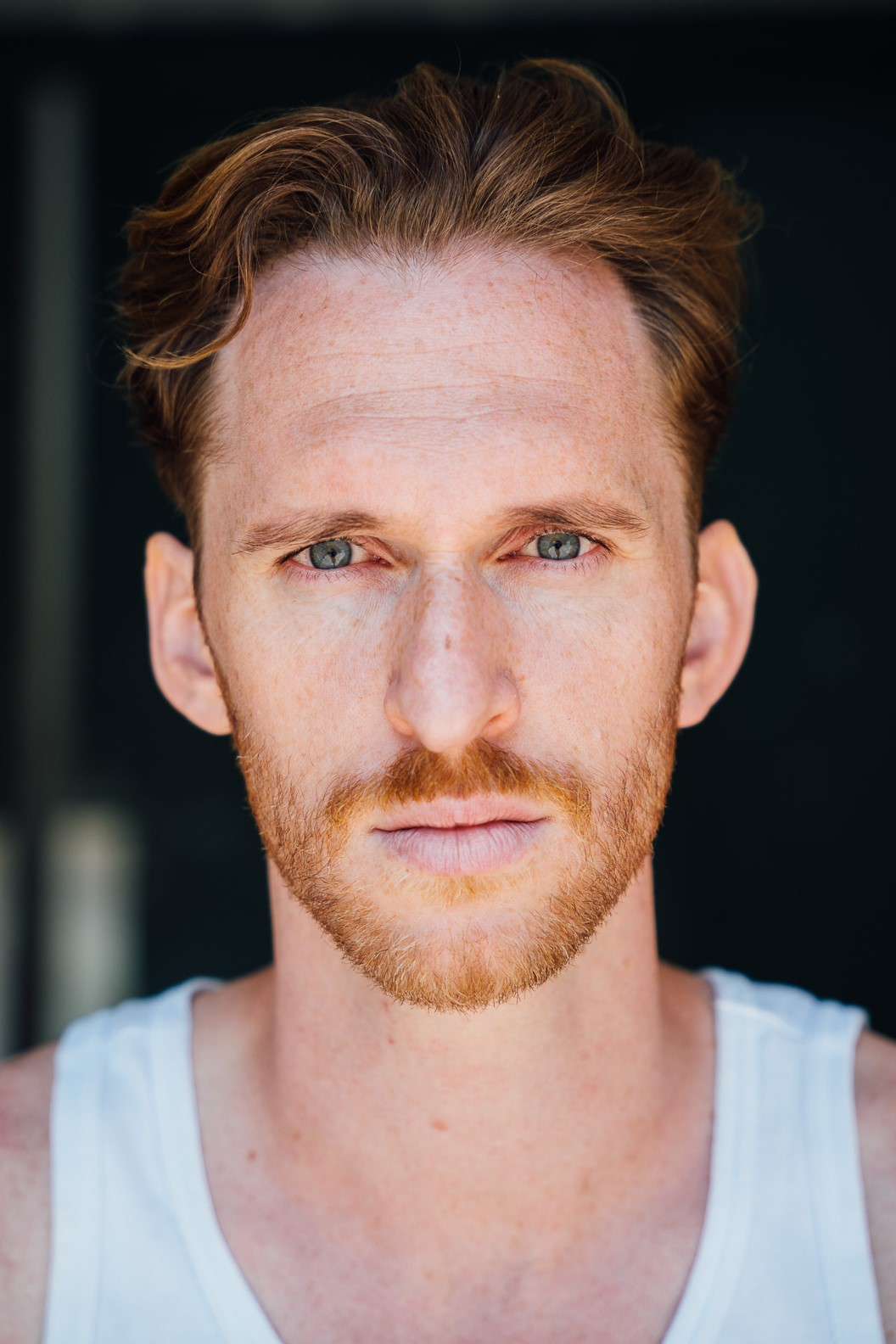
Kevin Silvergieter, 2018

Kevin Silvergieter Hoogstad (* 22. April 1988 in Düsseldorf) ist ein deutscher Schauspieler, Sänger und Blogger.

## Leben
Kevin Silvergieter ist in Düsseldorf geboren, aufgewachsen in Niederissigheim nordöstlich von Hanau. Nach dem Abitur arbeitete er ein Jahr im English-Theater Frankfurt hinter der Bühne. Dann arbeitete er ein Jahr als Flugbegleiter bei der Deutschen Lufthansa, bevor er seine Schauspielausbildung an der Stage & Musical School Frankfurt begann.
Am 30. August 2012 beendete er sein Studium zum staatlich anerkannten Schauspieler. Danach folgte sein erstes  Theaterengagement an den Mainzer Kammerspielen in der Titelrolle „Tschick“  von Wolfgang Herrndorf. Es folgten die Stücke 39 Stufen, Hab ich dir eigentlich schon mal erzählt (männliche Hauptrolle) und das Weihnachtsmärchen Der Lebkuchenmann (als Flitsch die Mafia Maus).
Im Sommer 2014 spielte Kevin Silvergieter bei den Festspielen Heppenheim in Der fröhliche Weinberg den Jochen Most. 2015 war er in Der Hundertjährige der aus dem Fenster stieg und verschwand in den Mainzer Kammerspielen in verschiedenen Rollen zu sehen. Silvergieter spielte in diversen Kurzfilmprojekten mit, unter anderem im ZDF-Kurzfilm Jakob unterwegs.
Seit 2016 ist Silvergieter zudem mit dem Blog „Papapi“ aktiv, in dem er Einblicke in sein Familienleben mit Ehemann und zwei Pflegekindern gibt. Dafür erhielt er 2017 den „Sonderpreis für Gesellschaftliches Engagement“ des Eltern-Blogger-Awards der Textilfirma Ernsting’s Family.

## Theatrografie
- 2012–2013: Hair, Rolle: Berger; Regie: Iris Limbarth, Staatstheater Wiesbaden
- 2012–2014: Tschick, Rolle: Tschick; Regie: Gerrit Meier, Mainzer Kammerspiele
- 2013–2013: Der Lebkuchenmann, Rolle: Flitsch Gamasche die Mafia Maus; Regie: Claudia Wehner, Mainzer Kammerspiele
- 2013–2013: Die 39 Stufen, Regie Doris Enders, Mainzer Kammerspiele
- 2013–2014: Hab ich dir eigentlich schon erzählt, Rolle: Max; Regie: Gerrit Meier, Mainzer Kammerspiele
- 2014–2014: Der fröhliche Weinberg Rolle: Jochen Most; Regie: Claudia Wehner, Festspiele Heppenheim
- 2015–2015: Der Hundertjährige der aus dem Fenster stieg und verschwand Rolle: Julius Jonsson uvm; Regie: Claudia Wehner, Mainzer Kammerspiele
- 2015–2016: Dinge, die man nachts nicht sagen sollte Rolle: Mark; Regie: Alexander J. Beck, Theater Alte Brücke

## Filmografie
- 2011: Meyers und Turner – Back to the roots Kurzfilm-Rolle: Meyers (Hauptrolle);Regie: Wilko Drews
- 2012: Faces of Fate Kurzfilm – Rolle: Nick (Hauptrolle); Regie: Patrick Trageser
- 2012: Grundfos Imagefilm – Rolle: Actionhero (Hauptrolle)
- 2012: Jakob unterwegs Kurzfilm ZDF – Rolle: Rezeptionist; Regie: Constantin Müller
- 2012: Seelennarben Weißer Ring – Antigewaltfilm – Rolle KO-Tropfentäter
- 2012: Seitensprung – Kurzfilm Visio 2012 SWR – Rolle: Phil (Hauptrolle); Regie: Andreas Schwarz
- 2013: Dinner für Drei – Kurzfilm – Rolle: Tom (Hauptrolle); Regie: Constantin Müller
- 2013: Milch – Socialspot – Rolle: Milchmann (Hauptrolle); Regie: Thomas Bernecker
- 2013: Plan B – Kurzfilm – Rolle: Toni (Hauptrolle); Regie: Constantin Müller
- 2014: Am Morgen Danach – Kurzfilm – Rolle: Martin (Hauptrolle); Regie: Constantin Müller
- 2014: Wenn die Kohle stimmt – Kurzfilm – Rolle: Beifahrer (Hauptrolle); Regie: Marius Grein
- 2015: Dinner – Kurzfilm – Rolle: Hauptrolle; Regie: Leon Spanier
- 2022: Sayonara Loreley (Fernsehfilm)
- 2024: Tatort: Murot und das 1000-jährige Reich